# Simulium liberiense
Simulium liberiense es una especie de insecto del género Simulium, familia Simuliidae, orden Diptera.
Fue descrita científicamente por Garms, 1973.